# 吉姆·麦克尼文
吉姆·麦克尼文（英語：Jim McNiven，1965年6月3日—），英国男子赛艇运动员。他曾代表英国参加世界赛艇锦标赛，获得一枚金牌和四枚银牌，均来自男子轻量级八人单桨有舵手项目。